# 365 дней ТВ
 «365 дней ТВ» — российский исторический кабельный и спутниковый телеканал, принадлежащий компании «Red Media». Был основан 17 января 2006 года в 9:00 (МСК). Некоторые источники называют его «первым историческим телеканалом» в России . Канал транслируется 1650 операторами на территории России, стран СНГ и Прибалтики. Трижды лауреат премии Eutelsat TV Awards «ETVA»: 2006 год — «лучший динамично развивающийся канал», 2008 год — «культура и образование», 2010 год — «лучший документальный телеканал». Четырехкратный обладатель Европейской премии в области кабельного и спутникового телевидения HOT BIRD TV Awards/Eutelsat TV Awards. Многократный лауреат профессиональных российских конкурсов и фестивалей.
Входит в пакет НТВ-Плюс.

## Программы и вещание
В основном показывают аналитические, просветительские и исторические телепередачи, документальные и художественные фильмы и сериалы, исторические драмы. С 17 января 2006 по 30 сентября 2007 года вещание было ограниченно временными отрезками с 9:00 и после 3:00. С 1 октября 2007 года ведет трансляцию круглосуточно. Программы разных эпох меняются в зависимости от дней недели. Авторы отмечают, что показывают передачи на тему российской и зарубежной истории.
Популярные программы собственного производства:
- Историада
- Час истины
- Исторические байки
- Летопись веков
- КиноИстория
- Обыкновенная история
- Женщины в русской истории
- Пешком по Москве
- Семь дней истории
- Герои Победы
- День веков. Хронограф  и  Обзор вчерашней прессы

Также вещает программы BBC, Arte, ZDF и NHK.

## Критика
В феврале 2021 года оператор спутникового телевидения «Триколор» прекратил вещание всех телеканалов холдинга «Ред Медиа». «Триколор» отказался платить за дополнительные каналы — «365 дней ТВ», «Авто Плюс», «Бокс ТВ», «Живи!» и другие, которые по контракту идут в дополнение к спортивным каналам линейки «Матч ТВ». Первые каналы имеют свою аудиторию, доля которых по данным 2019 года составила около 3 %, при том, что их «вес» в сумме контракта — более 50 %.

## Награды
- 2006 год — европейская премия в области кабельного и спутникового телевидения Hot Bird TV Awards в номинации «Самый динамично развивающийся телеканал»;
- 2008 год — европейская премия в области кабельного и спутникового телевидения Hot Bird TV Awards в номинации «Культурно-образовательный канал».
- 2009 год — специальный диплом на XIV Международном фестивале православных кинофильмов и телепрограмм «Радонеж»;
- 2009 год — всероссийский фестиваль социально значимых телепрограмм и телефильмов «Герой нашего времени» — III место;
- 2010 год — первая национальная премия в области многоканального цифрового телевидения «Большая цифра» в номинации «Просветительский канал»;
- 2010 год — национальная премия в области спутникового, кабельного и интернет-телевидения «Золотой луч» в номинации «Дизайн и стиль телеканала»;
- 2010 год — европейская премия в области кабельного и спутникового телевидения Hot Bird TV Awards в номинации «Лучший документальный телеканал»;
- 2020 год — всероссийский конкурс «СМИротворец-2020» — II место[11][12].